# Алкимен
Алкимен (грч. Ἀλκιμένης) је било име неколико јунака грчких античких митова, као и писаца Античке Грчке.

## Митологија
1. Јасонов и Медејин син, Теталов брат близанац. Када се Јасон оженио Глауком, Медеја је, из освете, убила Алкимена и његовог млађег брата Тисандра. После смрти су поштовали браћу као хероје, а у Херином светилишту у Коринту је приказиван њихов гроб.[1]
2. Унук Сизифа и Глауков син. У Аргу, код краља Прета, Алкимена је нехотице убио његов брат Белерофонт.[1]

## Књижевност
1. Атински је писац комедија, савременик Есхила, који је створио, данас несачувано дело "Женски пловци" (грч. Κολυμβῶσαι). Његовом раду се посебно дивио Тинихус, млађи Есхилов савременик.
2. Грчки је трагичар родом из Мегаре, помињан у Суди (византијски спис из 10. века).[2][3][4]